# Bahnstrecke Taulignan–Grignan–Chamaret
| Bahnhof und Schloss Grignan                                                                     |                      |           |           |
| Bahnhof Grignan                                                                                 |                      |           |           |
| Streckenlänge:                                                                                  | 11 km                |           |           |
| Spurweite:                                                                                      | 1000 mm (Meterspur)  |           |           |
|                                                                                                 |                      |           |           |
| Region (F):                                                                                     | Auvergne-Rhône-Alpes |           |           |
| \| \| 0 \| Taulignan \| Taulignan \| \| \| \| Grignan \| \| \| \| 11 \| Chamaret \| Chamaret \| |                      |           |           |
| Kopfbahnhof Streckenanfang                                                                      | 0                    | Taulignan | Taulignan |
| Haltepunkt / Haltestelle                                                                        |                      | Grignan   | Grignan   |
| Kopfbahnhof Streckenende                                                                        | 11                   | Chamaret  | Chamaret  |

Die Bahnstrecke Taulignan–Grignan–Chamaret (TGC, französisch Chemin de fer Taulignan–Grignan–Chamaret) war eine 11 Kilometer lange Meterspurbahn von Taulignan über Grignan nach Chamaret im Département Drôme, die von 1907 bis 1932 in Betrieb war. In  Chamaret gab es Anschluss zur normalspurigen Bahnstrecke Pierrelatte–Nyons der Compagnie des chemins de fer de Paris à Lyon et à la Méditerranée (PLM).

## Geschichte
Adrien Greffe erwirkte am 23. Dezember 1903 die Genehmigung zum Streckenbau und am 28. Februar 1904 einen Erlass zur öffentlichen Nutzung. Die Strecke wurde am 16. November 1906 eröffnet.
Die Compagnie du Chemin de fer Taulignan-Grignan-Chamaret wurde am  4. Dezember 1907 mit dem Betrieb der Bahnstrecke beauftragt. Im Jahr 1925 übernahm der Vorstand der Chemins de fer départementaux de la Drôme den Betrieb der Linie, die er zuvor erworben hatte.
Wegen des zunehmenden Wettbewerbs durch den Straßenverkehr wurde die Strecke 1928 stillgelegt und im Jahr 1932 abgebaut.

## Schienenfahrzeuge
Es gab zwei dreiachsige Dampflokomotiven Nr. 1 und 2 mit der Achsfolge 0-6-0T von Corpet-Louvet (Baujahr 1907, Konstruktionsnummern 1129-1130) sowie einen Personenwagen und ein paar Güterwagen.